# Magistra Hersend
Pour les articles homonymes, voir Hersende.
Maîtresse Hersend(e) ou Magistra Hersend(a) ou en latin, Magistra Hersend(a) Physica (floruit 1249-1259, Paris) est une chirurgienne qui a accompagné le roi Louis IX de France à la septième croisade en 1249. C'est l'une des deux femmes que l'Histoire a retenues comme chirurgiennes royales.
En plus de prendre soin du roi, elle a la charge de la reine et des femmes parmi les civils qui suivaient l'armée. Dans la ville d'Acre, elle reçoit une pension à vie du roi de 12 pence par jour pour ses services. Plus tard, elle épouse Jacques, un apothicaire du roi,.

## Contexte
Les mires sont au début à Paris très peu nombreux et, semble-t-il, non diplômés[réf. nécessaire]. Il existait des femmes médecins dès le Moyen Âge. Des miresses ou mirgesses ou meiresses, exercent la médecine illégalement à Paris, sans études et sans diplôme, d'autres en revanche sont très connues, comme Maîtresse Hersend, physicienne du roi saint Louis. Isabelle, rue de Frépillon, Isabieau, Héloïse, Marie, rue de Lourcinne, Phelippe, Ameline la miresse que Boileau a recensée dans les métiers de Paris en 1300.